# Chevrolet Nomad
Chevrolet Nomad — легковой автомобиль с кузовом «универсал», разработанный и производившийся Chevrolet с 1955 по 1972 год. Также, в 1970—1980-х годах с индексом Nomad выпускался грузопассажирский фургон «Chevrolet Van». Широкую известность получила модификация двухдверного универсала 1955—1957 годов.

## История
Двухдверный Nomad имел необычный внешний вид, напоминавший седан, отличавший его от других подобных автомобилей той эпохи. Pontiac также выпускал похожую копию Nomad под названием Pontiac Safari.
Уникальный дизайн Nomad базируется на одноимённом шоу-каре, собранном на узлах Chevrolet и представленном на General Motors Motorama в 1954 году. Дизайнер Харли Эрл представил Nomad, как «автомобиль мечты».
GM утвердил производство Nomad, так как считал, что они смогут продать больше машин, похожих на популярный Chevrolet Bel Air.

### 1955—1957
- В 1955 году все Chevrolet получили совершенно новый, современный дизайн. Nomad и Bel Air имели ковровую отделку салона, «клыки» на бамперах, хромированные молдинги и колёса. Современный двигатель V8, рабочим объёмом 4343 см³ с верхним расположением клапанов сжатия был настолько удачным, что оставался в производстве ещё на несколько десятилетий, с незначительными изменениями. Базовый V8 имел мощность 180 л. с. (130 кВт), позднее был добавлен комплект «Super Power Pack» с более высокой степенью сжатия и дополнительными 15 л. с.
- В 1956 году во внешнее оформление Chevrolet внесены небольшие изменения. Так, была изменена радиаторная решётка, отделка салона стала аналогичной Bel Air, стали устанавливаться ремни безопасности, откидной задний фонарь и «мягкая» приборная панель, крышка бензобака теперь стала располагаться с левой стороны.

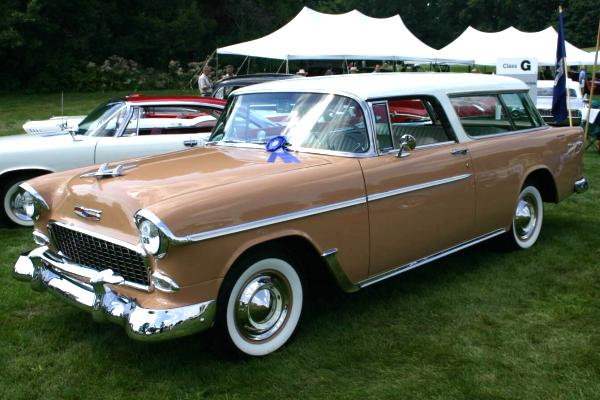
Chevrolet Nomad первого поколения (1955 год)

- В 1957 году объём двигателя вырос до 4638 см³. Вместе с опцией «Super Turbo Fire V8», мощность мотора со впрыском топлива составила 283 л. с. (211 кВт)[1]. Эти автомобили встречаются довольно редко, так как большинство машин были оборудованы карбюраторными двигателями. General Motors прекратила в конце 1957 года выпуск Nomad Sport Wagon из-за низких продаж и обновления модельного ряда.

### 1958—1961

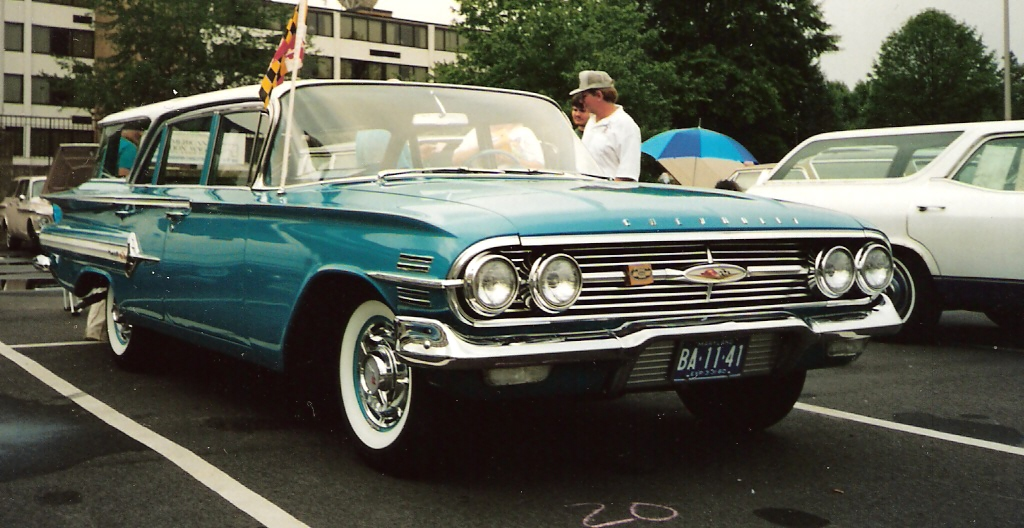
Chevrolet Nomad второго поколения (1960)

- В 1958 году перенёс наименование «Nomad» для серии универсалов, основанных на 4-дверных седанах Bel Air. Рядом с Nomad находились такие модификации, как Chevrolet Biscayne и Chevrolet Brookwood. Это — единственная четырёхдверная модификация Bel Air.
- В 1959 году Nomad стал относиться к серии Chevrolet Impala. Nomad вмещал шестерых пассажиров. Другими универсалами Chevrolet в 1959 году стали 4-дверный Kingswood (9 пассажиров), 4-дверный Parkwood (6 пассажиров), 2 и 4-дверный Brookwood (оба — на 6 пассажиров). 2-дверный Brookwood послужил основой для Chevrolet El Camino — в отличие от него El Camino мог быть исполнен в нескольких различных комплектациях.
- В 1960 году дизайн 4-дверного Nomad был пересмотрен в пользу более классического стиля. Тогда же Kingswood, 2-дверный Brookwood и El Camino были сняты с производства.
- В 1961 году все полноразмерные Chevrolet прошли рестайлинг на основе GM B platform[англ.]. Новый стиль был аккуратнее и «квадратичнее», чем у моделей 1958—1960 годов. Индекс Nomad продолжал использоваться до конца 1961 года; со следующего года все универсалы получили индексы седанов.

### 1968—1972

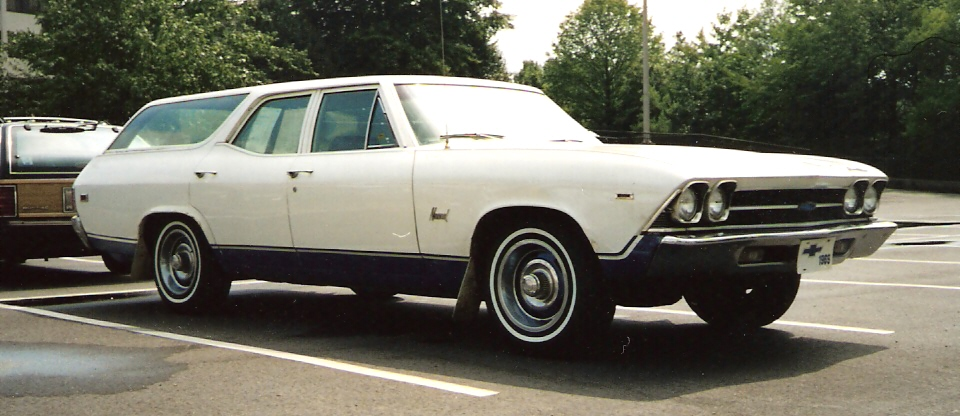
Chevrolet Chevelle Nomad третьего поколения (1969)

Между 1968 и 1972 годами наименования Nomad и Nomad Custom применялись к самой дешёвой модификации 4-дверного универсала Chevelle, стоившей ниже, чем Chevelle Greenbrier, Chevelle Concourse, Chevelle Concourse Estate.
- В 1968 году Chevelle получил кузов в новом стиле «бутылки Коки» (хотя во внутризаводской документации продолжал фигурировать под числом 817). Согласно новому Федеральному стандарту безопасности, все автомобили оснащались боковыми фонарями на каждом крыле и ремнями безопасности. Механическая трансмиссия Air Injection Reactor (A.I.R) создавала дополнительные сложности под капотом.
- В 1969 году линейка Chevelle вновь получила уникальные имена для своих универсалов. На все автомобили устанавливались подголовники.
- В 1970 году Chevelle Nomad подверглась очередному рестайлингу — передние фары помещались в отдельные хромированные ячейки, задняя панель обрамлялась интегрированным с кузовом бампером.
- В 1971 году все Chevelle получают новые круглые фары вместо квадратных. GM поручает всем своим дочерним фирмам проектировку двигателей с низкооктановым и неэтилилированным бензином из-за ужесточения мер по ограничению вредных выбросов, поэтому все новые двигатели имели более низкую степень сжатия.
- В 1972 году выпущен последний универсал Nomad вместе с окончанием производства серии Chevelle.

### Chevy Van Nomad
В конце 1970-х и начале 1980-х годов индекс «Nomad» имел грузопассажирский пятиместный фургон Chevrolet Van.

## 2-дверный универсал Chevelle 300 (1964—1965)
В 1964—1965 годах Chevrolet выпустил 2-дверный универсал Chevelle 300, похожий на Nomad 1955—1957 годов.

## Концепт-кары
Самый первый выпущен в 1954 году и продемонстрирован на General Motors Motorama.
В 1999 году выпущен концепт-кар, базировавшийся на GM F platform (Camaro) и с двигателем V8.
Ещё один концепт-кар был создан в 2004 году. Основанный на GM Kappa platform, он напоминал оригинальный Nomad 1954 года.
В 2009 году фирмой Superior Glass Works, специализирующейся на выпуске стекловолоконных макетов автомобилей в натуральную величину был создан значительно осовремененный «Sports Wagon», использовавший детали Corvette C5 chassis.